# پلاک وسایل نقلیه ژاپن

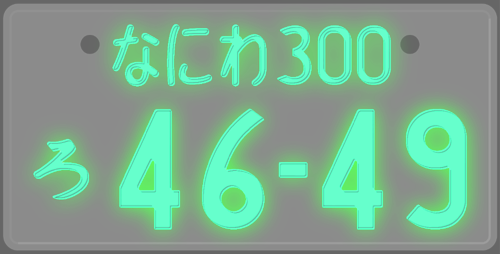
یک نمونه پلاک که در شب نور می‌دهد ؛ این پلاک احتمالاً در اوزاکا صادر شده است

در ژاپن، دولت برای وسایل نقلیه موتوری، بوسیله دفاتر جاده‌ای وزارت زمین، زیرساخت، ترابری و گردشگری در سراسر کشور، پلاک صادر می‌کند. با این حال، شهرداری‌های محلی، به جای دولت در ثبت وسایل نقلیه خاص با حجم پیشرانه کم مسئولند. طور کلی، ماشین با جابجایی موتور یا کوچکتر از ۲۰۰۰ سی سی دریافت ۵-سری صفحات، در حالی که ماشین با جابجایی موتور بزرگتر از ۲۰۰۰ سی سی یا بیشتر دریافت ۳-سری پلاک. تعداد در خط بالا شروع می‌شود با: "۵«و یا»۳" برای نشان دادن این مجموعه‌است. معیارهای اضافی شامل طول، عرض و ارتفاع خودرو است. وسایل نقلیه رسمی از خانواده شاهنشاهی از نیاز به نشان دادن صفحات از جمله معاف شده‌است. وسایل نقلیه رسمی نیروهای دفاع از خود، دیپلمات‌های خارجی و ارتش ایالات متحده مورد نیاز برای نشان دادن به صفحات دیگر است.
صفحات در هر دو جلو و عقب خودرو نصب شده با صفحه عقب همیشه با مهر و موم ریاست به طور کامل پوشش یکی از پیچ و مهره صفحه اتصال به خودرو متصل است. صفحه تنها هنگامی که وسیله نقلیه رسیده‌است در پایان از خدمات و برای قراضه فروخته شده‌است. وسایل نقلیه جدید به خریدار تحویل داده تا صفحات نمایندگی متصل شده‌اند.
از نوامبر 1، 1970، "jiko-shiki" (字 光 式) صفحه برای وسایل نقلیه خصوصی در درخواست مالک ارائه شده‌است. نویسه‌های سبز در این نوع ورق پلاستیکی سبز رنگ است که می‌تواند از پشت صفحه روشن جایگزین شده‌است. از تاریخ ١٩ ماه می ۱۹۹۸، امکان درخواست استفاده از اعداد خاص ایجاد شد؛ البته اگر اعداد درخواست داده شده قبلاً انتخاب نشده باشند. از سال ۲۰۱۰، این نیز در دسترس هستند به رنگ آبی است.

## ظاهر
| نوع                 | موتور(بر حسب سی سی) | رنگ پلاک        | رنگ نوشته | ابعاد پلاک    |
| ------------------- | ------------------- | --------------- | --------- | ------------- |
| خودروهای خصوصی      | ۶۶۰<                | سفید            | سبز       | متوسط یا بزرگ |
| خودروهای تجاری      | ۶۶۰<                | سبز             | سفید      | متوسط یا بزرگ |
| خودرو های سبک خصوصی | ۶۶۰>                | زرد             | مشکی      | متوسط         |
| خودروهای سبک تجاری  | ۶۶۰>                | مشکی            | زرد       | متوسط         |
| ماشین های کوچک      | ۰-۴۹                | آبی آسمانی      | آبی       | بسیار کوچک    |
| ۲ چرخ               | ۰-۴۹                | سفید*           | آبی       | بسیار کوچک    |
| ۲ چرخ               | ۵۰-۸۹               | زرد*            | آبی       | بسیار کوچک    |
| ۲ چرخ               | ۹۰-۱۲۴              | صورتی*          | آبی       | بسیار کوچک    |
| ۲ چرخ               | ۱۲۵-۲۴۹             | سفید            | سبز       | کوچک          |
| ۲ چرخ               | ≥۲۵۰                | سفید، تقریباسبز | سبز       | کوچک          |

- این پلاک ها توسط دولت و شهرداری صادر میشود.

## بزرگ
44x22 سانتی متر (17.3x8.7 اینچ)
(برای خودرو بیش از ۸ تن وزن یا ظرفیت ۳۰ نفر یا بیشتر)

## متوسط
33x16.5 سانتی متر (13x6.5 اینچ)

## کوچک
23x12.5 سانتی متر (9x4.9 اینچ)

## بسیار کوچک
حدود 20x10 سانتی متر (7.8x3.9 اینچ)
(در هر یک از شهرداری ها متفاوت است)
| توضیحات                                                                     | وسایل نقلیه خصوصی | وسایل نقلیه تجاری |
| --------------------------------------------------------------------------- | ----------------- | ----------------- |
| خودرو و موتور سیکلت های فشرده یا بزرگ (جابه جایی کمتر از 250 سانتیمتر مربع) |                   |                   |
| keicar                                                                      |                   |                   |
| خودروهای 2 چرخ کمتر از 250 سانتیمتر مربع                                    |                   |                   |